# Butterfly Effect: Revelation
Butterfly Effect: Revelation är en amerikansk långfilm från 2009 i regi av Seth Grossman, med Chris Carmack, Rachel Miner, Melissa Jones och Kevin Yon i rollerna. Filmen är en uppföljare till filmen The Butterfly Effect och The Butterfly Effect 2. Filmen är ifrån 2009. Titeln anspelar på fjärilseffekten, där små förändringar kan få stora konsekvenser.

## Rollista
| Chris Carmack   | – Sam Reide               |
| Rachel Miner    | – Jenna Reide             |
| Melissa Jones   | – Vicki                   |
| Kevin Yon       | – Harry Goldburg          |
| Lynch R. Travis | – Detective Dan Glenn     |
| Sarah Habel     | – Elizabeth Brown         |
| Mia Serafino    | – Rebecca Brown           |
| Hugh Maguire    | – Detective Jack Nicholas |